# Oceanic 6
Az Oceanic 6 a szigetről kijutott túlélők egyik csoportját jelenti a Lost c. amerikai tévésorozatban.
|  | Alább a cselekmény részletei következnek! |

## Tagjai
| \| \| Az Oceanic 6 \| | \| \| Az Oceanic 6 \| | \| \| Az Oceanic 6 \| | \| \| Az Oceanic 6 \| | \| \| Az Oceanic 6 \| | \| \| Az Oceanic 6 \| | \| \| Az Oceanic 6 \| |
| --------------------- | --------------------- | --------------------- | --------------------- | --------------------- | --------------------- | --------------------- |
| Név                   | Jack Shephard         | Kate Austen           | Hugo "Hurley" Reyes   | Sayid Jarrah          | Aaron Littleton       | Sun-Hwa Kwon          |
| Epizód                | Tükörországban        | Tükörországban        | A vég kezdete         | A közgazdász          | Cseberből vederbe     | Ji Yeon               |
|                       | Az Oceanic 6          |                       |                       |                       |                       |                       |

## Lezuhanásukról és az utána eltöltött 108 napról előadott történet
Mikor Locke végleg elbúcsúzott Jacktől, megkérte, hogy ne mondják el, hol voltak, hazudjanak a sziget és társaik Charles Widmore-tól való megvédése érdekében. Mielőtt Penny hajója felvette volna őket, Jack továbbította ezt a kérést társainak, tehát az Oceanic 6 tagjainak, illetve a szintén a csónakban ülő Franknek és Desmondnak. A civilizációba való visszatérésük után a következő történetet adták elő:
Gépük, az Oceanic Flight 815 lezuhant az Indiai-óceánon (ezt alátámasztani látszott, hogy egy teherhajó, a Christiane I megtalálta a Widmore által a Szunda-árokba helyeztetett álroncsot). A repülő megtelt vízzel, ekkor néhányan kinyitották a vészkijáratot, és mentőmellények és párnák segítségével kijutottak a gépből. Egy napig hánykolódtak a vízben, utána egy tengeri áramlatba kerültek, amely egy Membata nevű szigetre vitte őket. Ide nyolcan jutottak el: Jack, Kate, Sayid, Sun, Hurley, Boone, Libby és Charlie. Jack elájult, ezért Kate húzta ki a túlélőket a partra. Ezen kívül elsősegélyt nyújtott, vizet, ételt és menedéket keresett. Ekkor a nő kb. hat hónapos terhes volt Aaronnal. A Membatán töltött idő alatt Libby, Boone és Charlie meghalt. A 75. nap környékén Kate életet adott Aaronnak. A 103. napon egy indonéz halászhajó maradványait sodorta partra az óceán, ennek segítségével Szumba szigetén, egy Manukangga nevű település közelében kötöttek ki.
A sztori néhány eleme igaz: Charlie, Boone és Libby valóban meghalt a szigeten. Boone lezuhant egy nigériai kisrepülőgéppel; Libbyt lelőtte Michael; Charlie pedig megfulladt a Tükör állomáson, hogy a többi túlélő kijuthasson a szigetről.
Jack ugyanezt a történetet adta elő Kate tárgyalásán, és Hurley is, mikor Ana Lucia egykori társa a nőről kérdezte őt. Jin sírján Dél-Koreában a zuhanás napja van feltüntve a halál dátumaként. Miután Hurley visszakerült a Santa Rosa elmegyógyintézetbe, Jack meglátogatta, de Hurley szerint csak azért, hogy lássa, megőrült-e annyira, hogy elárulja az igazságot. Matthew Abaddon tudta, hogy hazudnak, és erről kérdezte Hurleyt. Három évvel a kijutás után Jack bevalotta Kate-nek, hogy „elege van a hazugságból”. Walt körülbelül ugyanezen időpontban elment Hurleyhez, és annak szemére hányta, hogy senki nem látogatta nem őt az Oceanic 6-ból. Elmondta, hogy meglátogatta „Jeremy Bentham”, és mindent elárult neki. A férfi válasza az volt, hogy a szigeten maradtak megvédése érdekében hazudnak. A fiú kérdésére („Mint apa?”) azt válaszolta, igen, ezzel hazudott neki, hiszen Michael meghalt a Kahana felrobbanásakor.
Az Oceanic 6 tagjain kívül volt még néhány ember, aki tudott a hazugságról. Frank és Desmond a hat személlyel együtt jutott ki a szigetről, de annak megvédése miatt hallgattak erről. Ezen felül Penny, hajójának legénysége, Walt, illetve a szigetről szintén kijutott Ben és Locke (akik álnevet vettek fel) hallgat a titokról. Sun azonban elárulta Charles Widmore-nak, hogy hazudtak arról, hol voltak és mit csináltak.

## A civilizációba való visszatérés után
Az Oceanic 6-ból háromnak a családja ott volt, mikor megérkeztek a honolului repülőtérre: Jack anyja, Hurley szülei és Sun szülei. Sayid szerelmével, Nadiával a sajtókonferencia után találkozott. Kate-hez senki nem ment, így ő csak Aaronnal tudott törődni.
Az Oceanic 6 nemzetközi hírességek csoportjává vált, róluk számoltak be az újságok és a  televízió Tunéziától kezdve az USA-n át Dél-Koreáig. Ezt mutatja, hogy Kate tárgyalásán riporterek, fotósok és kamerák egész hada várta a bíróságra való bevonulását. Nadia temetésén Tikritben, Irakban Sayid Benről szintén azt hitte, csak egy újságíró.
A túlélők aranykártyát kaptak az Oceanic Airlinestól, amely korlátlan számú ingyenes utazásra jogosította fel őket, valamint a cég jelentős mennyiségű pénzt is kifizetett nekik kárpótlás címén. Kate ebből egy házat vett Hollywoodban, Sun az apja cégének tulajdoni többségének megvásárlására használta fel, Sayid pedig egy üdülésre a Seychelle-szigeteken, de ez utóbbiról kiderült, csak egy újabb bérgyilkosmunka volt.
Jack nem akart találkozni Aaronnal, mert megtudta, a gyerek tulajdonképpen az unokaöccse, akinek az anyját, a férfi féltestvérét, Claire-t hátrahagyták a szigeten. Ezen később túltette magát, és összejöttek Kate-tel, de amikor a nő titkolódzni kezdett, és bevallotta, hogy a szintén a szigeten maradt Sawyernek intézett el valamit, kapcsolatuk végérvényesen megromlott. Sun Jacket és az apját tette felelőssé Jin haláláért. Lányának, Ji Yeonnak születése után csak Hurley látogatta meg őket. Sayid Bennek kezdett el dolgozni mint bérgyilkos, hogy megvédje a „barátait”. Jeremy Bentham halála után Jack elárulta, fogalma sincs, hol van az iraki; pedig a férfi éppen Hurleyt vitte el az elmegyógyintézetből.
Három évvel visszatérésük után hírnevük megkopott, Jack egy újabb hőstettével (kimentett egy nőt és annak gyerekét egy égő kocsiból) azonban egy időre ismét a reflektorfénybe került; Hurley csendesen visszatért egykori életébe, Kate pedig saját fiaként nevelte Aaront.

## Visszatérés a szigetre
Röviddel a sziget elhagyása előtt Locke megkérte Jacket, hogy ha valóban mennie kell, akkor hazudjon, hogy megvédhessék a szigetet és a rajta levőket. Jack elhagyta a szigetet és betartotta az utasítást. Három évvel később Jack találkozott Bennel Locke búcsúztatása után. Az orvos elmondta, hogy meglátogatta őt a Jeremy Bentham álnevet felvevő Locke, aki elárulta, hogy szörnyű dolgok történtek a szigeten az Oceanic 6 távozása után. Jack ekkor jött rá, hogy ez az ő hibája és vissza kell mennie. Valamivel később Locke meghalt Los Angelesben, Jack pedig igencsak depressziósan elárulta Kate-nek és Bennek, hogy vissza kell térniük a szigetre. Ben tudatta a doktorral, hogy a sziget nem engedi az egyedül való visszatérését: mindnyájuknak menni kell (tehát valószínűleg az Oceanic 6-nak, Waltnak, Franknek, Desmondnak és Locke holttestének is). Jack ellenkezett: Sayid hollétét nem tudja, Hurley őrült, Sun őt hibáztatja Jin haláláért, Kate pedig már szóba se áll vele; Ben azonban megnyugtatta, hiszen neki „mindig van egy terve”.

## A szigetről kijutott emberek
| \| \| \| \| \| \| \| | \| \| \| \| \| \| \|                                       | \| \| \| \| \| \| \|                                              | \| \| \| \| \| \| \|                               | \| \| \| \| \| \| \| | \| \| \| \| \| \| \| |
| -------------------- | ---------------------------------------------------------- | ----------------------------------------------------------------- | -------------------------------------------------- | -------------------- | -------------------- |
| Név                  | Állapot                                                    | A sziget elhagyásának módja                                       | Tartózkodási hely                                  |                      |                      |
| Walt Lloyd           | Életben van, a 67. napon elhagyta a szigetet.              | Apjával elhajóztak a szigetről.                                   | Álnév alatt él nagyanyjával New Yorkban.           |                      |                      |
| Kate Austen          | Életben van, a 108. napon elhagyta a szigetet.             | Penny hajója vette fel, miután a helikopter az óceánba csapódott. | Los Angeles                                        |                      |                      |
| Aaron Littleton      | Életben van, a szigeten született, a 108. napon hagyta el. | Penny hajója vette fel, miután a helikopter az óceánba csapódott. | Kate biológiai fiaként neveli Los Angelesben.      |                      |                      |
| Desmond David Hume   | Életben van, a 108. napon hagyta el a szigetet.            | Penny hajója vette fel, miután a helikopter az óceánba csapódott. | Ismeretlen, valószínűleg Pennyvel van.             |                      |                      |
| Sayid Jarrah         | Életben van, a 108. napon hagyta el a szigetet.            | Penny hajója vette fel, miután a helikopter az óceánba csapódott. | Változó, Bennek dolgozik mint bérgyilkos.          |                      |                      |
| Sun Kwon             | Életben van, a szigetet a 108. napon hagyta el.            | Penny hajója vette fel, miután a helikopter az óceánba csapódott. | Dél-Korea                                          |                      |                      |
| Frank Lapidus        | Életben van, a szigetet a 108. napon hagyta el.            | Penny hajója vette fel, miután a helikopter az óceánba csapódott. | Pilóta az Ajira Airways-nél.                       |                      |                      |
| Benjamin Linus       | Életben van, a szigetről a 108. napon jutott ki.           | Teleportáció és időutazás segítségével.                           | Változó, a szigetet és Pennyt próbálja megtalálni. |                      |                      |
| Hugo Reyes           | Életben van, a szigetet a 108. napon hagyta el.            | Penny hajója vette fel, miután a helikopter az óceánba csapódott. | Santa Rosa elmegyógyintézet, Los Angeles           |                      |                      |
| Jack Shephard        | Életben van, a szigetet a 108. napon hagyta el.            | Penny hajója vette fel, miután a helikopter az óceánba csapódott. | Los Angeles                                        |                      |                      |
| John Locke           | Életben van, feltámadt a Szigeten.                         | Teleportáció és időutazás segítségével.                           | Ben megfojtotta egy kábellel Los Angelesben.       |                      |                      |
|                      |                                                            |                                                                   |                                                    |                      |                      |

## Főszereplők megjelenése mások előretekintéseiben
- Kate találkozása Jackkel a repülőtéren (Tükörországban)
- Jack látogatása Hurleynél az elmegyógyintézetben (A vég kezdete)
- Charlie megjelenése Hurley látomásában (A vég kezdete)
- Ben és Sayid találkozása (A közgazdász)
- Jack tanúskodása Kate tárgyalásán (Cseberből vederbe)
- Aaron mint Kate fia (Cseberből vederbe)
- Hurley látogatása a friss kismama Sunnál (Ji Yeon)
- Sayid Nadia temetésén való találkozása Bennel (Eljövendő dolgok)
- Kate és Jack együttléte (Valami jó odahaza)
- Aaron Kate fiaként való megjelenése Jack előretekintésében (Valami jó odahaza)
- Jack látogatása Hurleynél (Valami jó odahaza)
- Sayid látogatása Hurleynél (Mindenütt jó, de legjobb otthon)
- Claire megjelenése Kate álmában (Mindenütt jó, de legjobb otthon)
- Mr. Eko „sakkozása” Hurleyvel (Mindenütt jó, de legjobb otthon)
- Ben és Locke megjelenése Jack ravatalozóba való betörésénél (Mindenütt jó, de legjobb otthon)
- Az Oceanic 6 minden tagjának van előretekintése a Mindenütt jó, de legjobb otthon c. részben első felében közvetlenül a kijutás után, illetve a második felében három évvel később.

|  | Itt a vége a cselekmény részletezésének! |